# Коле Фјасконе (Л'Аквила)
Коле Фјасконе (итал. Colle Fiascone) је насеље у Италији у округу Л'Аквила, региону Абруцо.
Према процени из 2011. у насељу је живело 16 становника. Насеље се налази на надморској висини од 761 м.